# Wallkill (contea di Orange, New York)
Wallkill è un comune degli Stati Uniti d'America, situato nello stato di New York, nella contea di Orange.